# Parafia św. Stanisława Biskupa i Męczennika w Wieczfni Kościelnej
Parafia pw. Świętego Stanisława Biskupa Męczennika w Wieczfni Kościelnej – parafia należąca do dekanatu mławskiego wschodniego, diecezji płockiej, metropolii warszawskiej. Poprzednio należała do dekanatu mławskiego, diecezji płockiej, metropolii warszawskiej.
Została erygowana w XIV wieku.

## Miejsca święte

### Kościół parafialny
Budowę obecnego trójnawowego kościoła w stylu późnoromańskim rozpoczęto w roku 1898, a konsekrował go 3 maja 1905 biskup Apolinary Wnukowski. 

## Działalność parafialna

### Księgi metrykalne
Parafia prowadzi księgi metrykalne: chrztów od 1907, ślubów od 1928 i zgonów od 1934.